# Büderich (Meerbusch)
Büderich ist einer von acht Stadtteilen der Stadt Meerbusch in der Nähe von Düsseldorf und Neuss in Nordrhein-Westfalen. Büderich ist mit 1708 ha (26 % des Stadtgebietes) und 23.578 Einwohnern (Stand: 2021) der größte von acht Ortsteilen.

## Geographie
Büderich liegt am linken Niederrhein gegenüber von Düsseldorf.

## Geschichte
Der Stadtteil wurde erstmals im 11. Jahrhundert als „Botreche“ erwähnt. In einer Auflistung der Besitzungen und Gerechtsamen der Abtei Meer von 1201 wurde auch „Buderche“ (Büderich) angeführt. Von 1392 bis 1794 gehörte Büderich zum kurkölnischen Amte Linn. Seit dem Jahre 1422 waren die Herren von Büderich mit der Vogtei zu Büderich durch das Kölner Erzstift belehnt. Bei einer erzbischöflichen kölnischen Visitation im Jahre 1569 wurden in der katholischen Pfarrei in Büderich Missstände entdeckt. 1794 besetzten französische Truppen unter Napoleon den Ort. Die Tranchotkarte zeigt, dass zu dieser Zeit das Dorf Büderich, das sich am oberen Ende der heutigen Dorfstraße befand, gemeinsam mit den Dörfern Brühl (zwischen Kanzlei, Blumenstraße und Moerser Straße gelegen), Necklenbroich (entlang der Necklenbroicher Straße) und Niederdonk (entlang der Niederdonker Straße) sowie dem Weiler "in der Meer" und diversen Höfen zur "Mairie Buderich" zusammengefasst war. Nach dem Wiener Kongress 1815 kam Büderich ans Königreich Preußen, unter dem 1816 die Bürgermeisterei Büderich entstand. Sie gehörte zum Landkreis Neuss. Nach dem Ersten Weltkrieg war der Ort von 1918 bis 1926 von belgischen und französischen Truppen besetzt. 1929 kam Büderich zum Landkreis Grevenbroich-Neuß. Nach dem Zweiten Weltkrieg besetzten amerikanischen Truppen den Ort. 1947 wurde eine evangelische Volkshochschule in Büderich gegründet. Am 1. Januar 1970 wurde Büderich in die neue Stadt Meerbusch eingegliedert. Der Landtag von Nordrhein-Westfalen beschloss 1974 die Auflösung der Stadt Meerbusch und die Aufteilung von Büderich auf die Städte Düsseldorf (Hauptteil) und Neuss. Die Stadt Meerbusch erwirkte jedoch beim Verfassungsgericht in Münster die Aussetzung des Auflösungsbeschlusses. Der Landtag von Nordrhein-Westfalen bestätigte daraufhin 1976 die Existenz der Stadt Meerbusch.

## Historisches Wappen

Historisches Wappen der Gemeinde Büderich

Das Wappen von Büderich wurde von Wolfgang Pagenstecher entworfen; es war von 1930 bis 1970 offizielles Wappen der Gemeinde.
Das Wappen zeigt unter einem gespalteten Schildhaupt – darin vorn das kurkölnische Kreuz und hinten die Schlüssel der Schöffen von Linn – den Büdericher Schutzpatron St. Mauritius auf einem weißen, links aufsteigenden Pferd sitzend. In der einen Hand führt er ein Schwert, in der anderen einen Schild, der wiederum das Wappen der Herren von Büderich (in Gold ein roter Ring, besteckt mit vier roten Kleeblättern) zeigt.

## Religionen

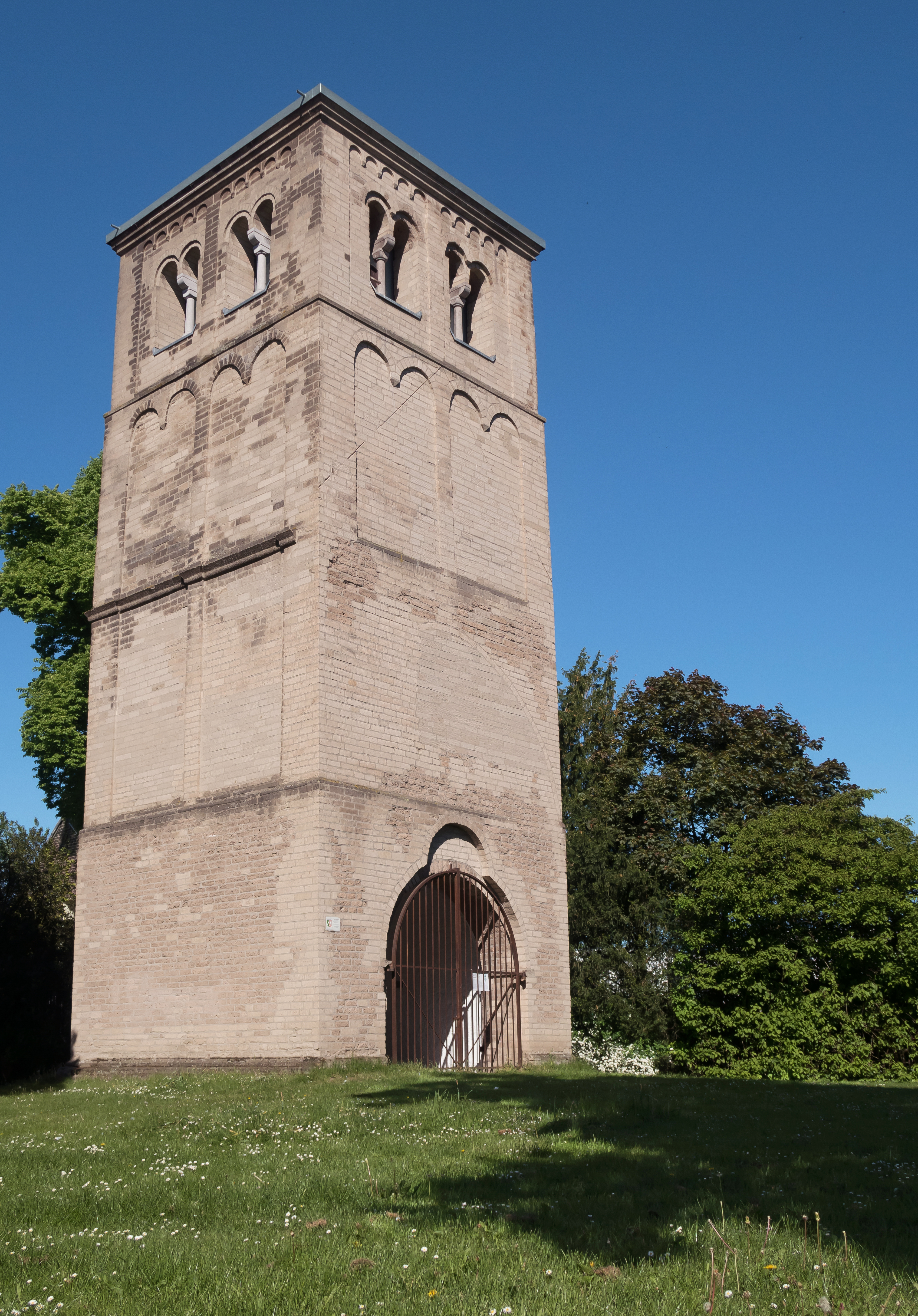
Alter Kirchturm Sankt Mauritius

- Katholische Pfarrgemeinde St. Mauritius und Heilig Geist mit den beiden Kirchen St. Mauritius (Pfarrkirche) und Heilig-Geist (Filialkirche) sowie der Wallfahrtskapelle Maria in der Not in Niederdonk. Der Kirchturm der ersten Pfarrkirche in Büderich „Alter Kirchturm“ stammt aus der Zeit um 1200 und ist mit der Skulptur von Joseph Beuys heute ein Mahnmal für die Kriegstoten. Abweichend vom Rest der Stadt Meerbusch, welcher zum Bistum Aachen gehört, ist Büderich dem Bistum Köln zugeordnet. In der katholischen Kirchengemeinde St. Mauritius und Heilig Geist in Büderich leben 7177 (Stand Jan. 2022) Katholiken (32 % der Gesamtbevölkerung).[7]
- Evangelische Kirchengemeinde mit der Bethlehem- und Christuskirche. Die evangelische Gemeinde gehört zum Kirchenkreis Krefeld-Viersen.[8]

## Einwohnerentwicklung
| Jahr          | 1933   | 1939   | 1995   | 1996   | 1997   | 1998   | 1999   | 2000   | 2001   | 2002   | 2003   | 2004   | 2005   | 2006   | 2007   | 2008   | 2009   | 2010   | 2011   | 2012   | 2013   | 2014   |
| ------------- | ------ | ------ | ------ | ------ | ------ | ------ | ------ | ------ | ------ | ------ | ------ | ------ | ------ | ------ | ------ | ------ | ------ | ------ | ------ | ------ | ------ | ------ |
| Einwohnerzahl | 05.516 | 06.778 | 21.063 | 21.291 | 21.427 | 21.577 | 21.562 | 21.717 | 21.765 | 21.835 | 21.717 | 21.720 | 21.627 | 21.563 | 21.528 | 21.629 | 21.594 | 21.500 | 21.673 | 21.789 | 21.775 | 22.031 |

Quelle:

## Vereinsleben
Jährlich findet über Pfingsten das große Schützen- und Heimatfest mit Kirmes auf dem zentralen Marktplatz, dem Dr.-Franz-Schütz-Platz, statt. Veranstalter ist die rd. 700 Mitglieder zählende St. Sebastianus-Schützenbruderschaft Büderich von 1567 e. V. Weitere Vereine in Meerbuscher Stadtteil Büderich sind u. a. TuRa Büderich 09/15, der Mehrspartenverein Grün-Weiß-Rot-Büderich, ein Badminton-Sport-Club, die Luftsportfreunde TURA sowie der FC Büderich 02.

## Wirtschaft und Infrastruktur

### Wirtschaft
Im 19. Jahrhundert wurde im Tal des Stinkesbach Raseneisenerz mit mäßigem Erfolg gewonnen, das auf der Neusser Hütte geschmolzen wurde.
| Jahr                      | 2002   | 2003   | 2004   | 2005   | 2006   | 2007   | 2008   | 2009   | 2010   |
| ------------------------- | ------ | ------ | ------ | ------ | ------ | ------ | ------ | ------ | ------ |
| Lohnsteuerkartenempfänger | 13.393 | 13.374 | 13.390 | 13.340 | 13.296 | 13.390 | 13.353 | 13.423 | 13.390 |

Quelle:

### Verkehr
Der Ort liegt an der K-Bahn und ist somit per Stadtbahn (U 76, U 74 und U 70) über die drei Haltestellen Büderich-Landsknecht, Forsthaus und Haus Meer an Osterath, Krefeld und Düsseldorf angebunden. In Büderich fahren die Buslinien 830 (Neuss Stadthalle – Hbf – Am Kaiser – Meerbusch Deutsches Eck – Haus Meer – Lank Kirche), 829 (Neuss Am Kaiser – Meerbusch Johann-Wienands-Platz – Brühler Weg – Haus Meer), 828 (Neuss Stadthalle – Hbf – Meerbusch Deutsches Eck – Düsseldorf Nikolaus-Knopp-Platz – Belsenplatz) und SB51 (Kaarst Mitte/Holzbüttgen – Kaarster Bahnhof – Meerbusch-Büderich Landsknecht – Düsseldorf-Niederkassel – Bahnhof Düsseldorf-Flughafen).
Der P+R-Parkplatz und Meerbuscher Verkehrsknotenpunkt am Haus Meer gehört zwar zum Büdericher Ortsgebiet, liegt allerdings abseits der geschlossenen Bebauung nördlich des Ortes. Neben den Stadtbahnen und den oben genannten, durch Büderich verkehrenden Buslinien 830 und 829 wird dieser als Endhaltestelle von den Linien 839 (Ringlinie durch Strümp, Ossum-Bösinghoven, Lank-Latum, Nierst, Langst-Kierst und Ilverich), 831 (von Krefeld Uerdingen HPZ über Uerdingen Bf., Stratum, Meerbusch Lank-Latum und Strümp), 071 (von Viersen Busbahnhof über Willich, Anrath und Meerbusch Osterath Bf.) und SB82 (von Tönisvorst Lindenallee über Willich Anrath Bf., Willich und Meerbusch Osterath Bf.) bedient.
Büderich ist über die B 9 und die Anschlussstelle Büderich der A 52 erreichbar.
Der Flughafen Düsseldorf kann über die 2005 gebaute Rheinquerung (Flughafenbrücke) der A 44 vom Ortskern per Auto in 15 Minuten, per Bus (SB51) in 20 Minuten erreicht werden.

### Öffentliche Einrichtungen
In Büderich befindet sich eine Seniorenresidenz der Johanniter. Zusammen mit dem ebenfalls für Schule, Sport und Freizeit genutzten Hallenbad stellt die 1964 erbaute Stadionanlage ‚Am Eisenbrand‘ die sportliche Grundversorgung der Büdericher sicher. Eine weitere wichtige Einrichtung ist die Bibliothek der Stadt Meerbusch, die eine Auswahl der wichtigsten Sachbücher sowie die Klassiker der Unterhaltungsliteratur bietet.

### Schulen
- KGS St. Mauritius
- GGS Brüder-Grimm
- Adam-Riese-Schule, Städtische Gemeinschaftsgrundschule
- Maria-Montessori-Gesamtschule
- Mataré-Gymnasium

## Persönlichkeiten
- Hans-Günter Gnodtke (* 1948), deutscher Botschafter
- Wilhelm Grabensee (1841–1915), Veterinärmediziner und Hippologe, Landstallmeister in Celle
- Ewald Mataré (1887–1965), Maler und Bildhauer; lebte in Büderich
- Andreas Michel, Künstlername Andino (* 1961), Zauberkünstler, Philosoph und Moderator
- Ruth Niehaus (1925–1994), Schauspielerin
- Franjo Pooth (* 1969), Unternehmer
- Volker G. Schmitz (* 1961), Fernsehmoderator
- Franz Schütz (1900–1970), Bürgermeister von Büderich ab Oktober 1964
- Michael Sommer (1952–2025), von 2002 bis 2014 Bundesvorsitzender des Deutschen Gewerkschaftsbundes (DGB)
- Eberhard von Thadden (1909–1964), NSDAP-, SS- und SA-Mitglied, Jurist und „Judenreferent“ im Auswärtigen Amt, Vorstandsmitglied der Gollnow-Werke AG in Düsseldorf; lebte in Büderich

## Sehenswürdigkeiten
- Gartenstadt Meererbusch
- Haus Meer

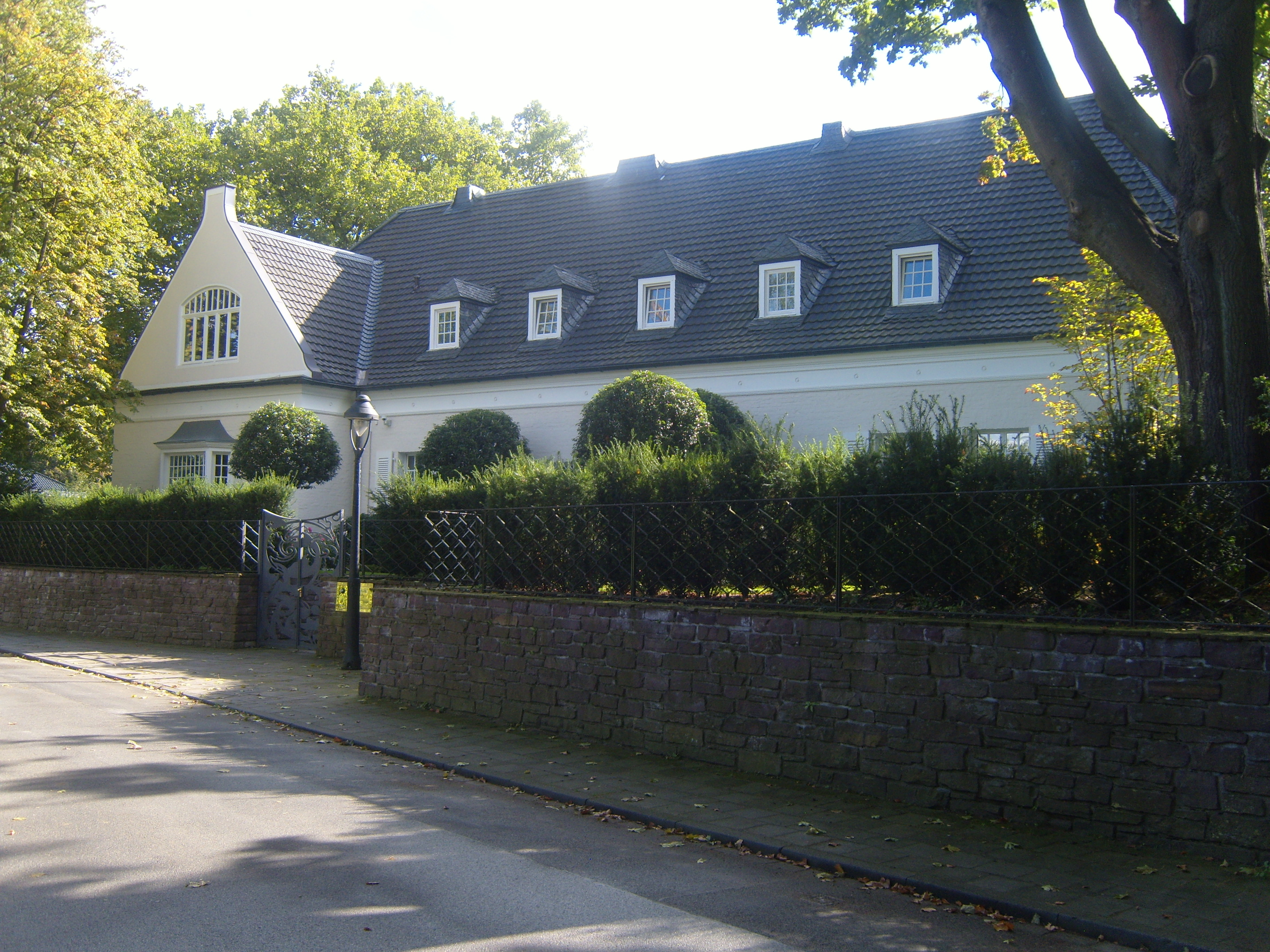
Villa Marein in der Gartenstadt Meererbusch

- Alter Kirchturm Büderich (Mahnmal für die Toten beider Weltkriege, mit Tor aus Eichenholz und Eichenholzkreuz von Joseph Beuys)
- Wallfahrtskapelle „Maria in der Not“ Niederdonk
- Dyckhof